# Autoroute M25 (Grande-Bretagne)
Pour les articles homonymes, voir M25.
L'autoroute M25, baptisée London Orbital, est un périphérique britannique de la région du Grand Londres, il a une longueur de 188 km. En Europe, la M25 est le deuxième périphérique le plus long après celui de Berlin, plus long de 8 kilomètres.
Elle est la route la plus fréquentée du Royaume-Uni et, en 2003, a vu passer 196 000 véhicules par jour.
L'autoroute, qui fut construite entre 1975 et 1986, traverse la Tamise à Staines. La M25 n'est pas un cercle complet : à Dartford, elle devient la route A282 et traverse la Tamise par un pont (Pont Elizabeth II) et un tunnel.

## Historique
Sur la plus grande partie de sa longueur, la M25 a 6 voies, bien qu'il y ait quelques portions de 4 voies ou 8 voies (au sud-ouest). L'autoroute fut élargie à 10 voies entre les sorties 12 et 14, et à 12 voies entre les sorties 14 et 15 en novembre 2005. La Highways Agency (organisme chargé de la construction et de l'entretien des autoroutes) a le projet d'élargir presque toutes les portions restantes de la M25 à 8 voies.
Ayant vu passer 196 000 véhicules par jour en 2003 entre les sorties 14 et 15 près de l'aéroport d'Heathrow, la M25 est une des autoroutes les plus fréquentées de l'Europe. Ce chiffre, pourtant, est plus faible que celui enregistré en 1998 de 216 000 véhicules par jour sur l'autoroute A 100 près du Funkturm à Berlin et plus faible encore que les 257 000 véhicules enregistrés en 2002 sur l'autoroute A4 à Saint-Maurice près de Paris.

## Projet
Il est prévu, à terme, le bouclage de la M25. À cet effet, la société Connect Plus, composée de Egis Projects, Balfour Beatty, Skanska et Atkins (entreprise), a été  désignée comme concessionnaire pressenti pour le projet M25, pour un coût de 6,2 milliards de livres.
Le contrat comprend l'élargissement à 2 × 4 voies de 63 km de l'autoroute M25, ainsi que l'exploitation et la maintenance de l'infrastructure pendant 30 ans sur 400 km : 200 km de périphérique auxquels s'ajoutent 200 km de routes et d'autoroutes d'accès, quatre tunnels, un pont de 2,8 km au-dessus de la Tamise ainsi que le péage de Dartford.